# Morsan
Morsan – miejscowość i gmina we Francji, w regionie Normandia, w departamencie Eure.
Według danych na rok 1990 gminę zamieszkiwało 70 osób, a gęstość zaludnienia wynosiła 14 osób/km² (wśród 1421 gmin Górnej Normandii Morsan plasuje się na 820 miejscu pod względem liczby ludności, natomiast pod względem powierzchni na miejscu 690).